# 中上元古界地质陈列馆
中上元古界地质陈列馆，位于中华人民共和国天津市蓟州区东风路花园大街2号，1989年10月落成开放，是天津市环境保护局的驻蓟州区常设事业单位。